# Gypsy (série de televisão)
Gypsy é uma série de terror psicológico norte-americana criada por Lisa Rubin para a Netflix. Estreada em 30 de junho de 2017, é estrelada por Naomi Watts, que interpreta Jean Holloway, uma psicóloga que, de modo secreta, se infiltra na vida pessoal de seus pacientes.
Em fevereiro de 2016, Sam Taylor-Johnson foi anunciada como a diretora dos primeiros dois episódios da série. Stevie Nicks regravou uma versão acústica da canção "Gypsy", do grupo de rock Fleetwood Mac, para ser o tema da série. Em 11 de agosto de 2017, a série foi cancelada.

## Elenco

### Principal
- Naomi Watts como Jean Holloway
- Billy Crudup como Michael Holloway
- Sophie Cookson como Sidney Pierce
- Karl Glusman como Sam Duffy
- Poorna Jagannathan como Larin Inamdar
- Brooke Bloom como Rebecca Rogers
- Lucy Boynton como Allison Adams
- Melanie Liburd como Alexis Wright
- Brenda Vaccaro como Claire Rogers

### Recorrente
- Kimberly Quinn como Holly Faitelson
- Edward Akrout como Zal
- Blythe Danner como Nancy
- Frank Deal como Gary Levine
- Shiloh Fernandez como Tom
- Evan Hoyt Thompson como Frances
- Vardaan Arora como Raj

## Episódios
| Número | Título            | Diretor            | Escritor                            | Estreia             |
| ------ | ----------------- | ------------------ | ----------------------------------- | ------------------- |
| 1      | "The Rabbit HOle" | Sam Taylor-Johnson | Lisa Rubin                          | 30 de junho de 2017 |
| 2      | "Morgan Stop"     | Sam-Taylor Johnson | Lisa Rubin                          | 30 de junho de 2017 |
| 3      | "Driftwood Lane"  | Scott Winant       | Jessica Mecklenburg, Lisa Rubin     | 30 de junho de 2017 |
| 4      | "309"             | Scott Winant       | Jonathan Caren, Lisa Rubin          | 30 de junho de 2017 |
| 5      | "The Commune"     | Alik Sakharov      | Sean Jablonski                      | 30 de junho de 2017 |
| 6      | "Vagabond Hotel"  | Alik Sakharov      | Sneha Koorse, Lisa Rubin            | 30 de junho de 2017 |
| 7      | "Euphoria"        | Victoria Mahoney   | Lisa Rubin                          | 30 de junho de 2017 |
| 8      | "Marfa"           | Victoria Mahoney   | Jonathan Caren, Lisa Rubin          | 30 de junho de 2017 |
| 9      | "Neverland"       | Coky Giedroyc      | Sean Jablonski, Jessica Mecklenburg | 30 de junho de 2017 |
| 10     | "Black Barn"      | Coky Giedroyc      | Lisa Rubin                          | 30 de junho de 2017 |